# 岸田和人
岸田 和人（きしだ かずひと、1990年4月3日 - ）は、大分県速見郡日出町出身のプロサッカー選手。中国サッカーリーグ・FCバレイン下関所属。ポジションはフォワード（FW）。
サッカー選手の岸田翔平は双子の弟。

## 来歴
大分トリニータの下部組織出身。
同世代のメンバーには双子の弟・岸田翔平の他に東慶悟（同学年）や清武弘嗣（一学年上）等がいる。U-18からトップチームへの昇格はならず、福岡大学に進学。大学4年生の時には第61回全日本大学サッカー選手権で準優勝し、大会ベストFWを受賞した。
インカレ終了時点でも進路が決まっていなかったが、翌2013年2月に日本フットボールリーグ (JFL) に降格したFC町田ゼルビアへ加入。町田時代では鈴木孝司・向慎一・木島徹也らの控えに回ることが多く、15試合の出場にとどまった。
2014年、この年JFLに昇格したレノファ山口FCに期限付き移籍。山口移籍後は得点を量産し、最終的に17得点を獲ってJFL得点王を獲得 し、山口のJ3リーグ加盟に大きく貢献した。またこの年のJFLベストイレブンにも選出された。
2015年からは山口に完全移籍。
自身初のJリーグ挑戦となったが32得点とハイペースで得点を量産してJ3得点王を獲得。庄司悦大、鳥養祐矢、島屋八徳、小池龍太らと共に活躍し、山口の1年でのJ3優勝・J2昇格に貢献した。2015年5月31日の第14節から7月29日の第23節 には9試合連続ゴールのJ新記録を達成している。
J2に昇格した2016年シーズンは当時長崎に在籍していた弟・翔平との兄弟対決が実現した。しかし、リーグ全体では怪我の影響もあり23試合に出場するも4得点に終わった。
2020年、いわてグルージャ盛岡に期限付き移籍で加入。
2021年、レノファ山口FCへ復帰。
2023年、FCバレイン下関へ移籍。

## 所属クラブ
- 豊岡FC[1]
- 大分トリニータU-12（日出町立豊岡小学校）
- 大分トリニータU-15（日出町立日出中学校）
- 2006年 - 2008年 大分トリニータU-18（大分東明高校）
- 2009年 - 2012年 福岡大学
- 2013年 - 2014年 FC町田ゼルビア
  - 2014年 レノファ山口FC（期限付き移籍）
- 2015年 - 2022年 レノファ山口FC
  - 2020年 いわてグルージャ盛岡（期限付き移籍）
- 2023年 - FCバレイン下関

## 個人成績
| 国内大会個人成績 | 国内大会個人成績 | 国内大会個人成績 | 国内大会個人成績 | 国内大会個人成績 | 国内大会個人成績 | 国内大会個人成績 | 国内大会個人成績 | 国内大会個人成績 | 国内大会個人成績 | 国内大会個人成績 | 国内大会個人成績 |
| 年度             | クラブ           | 背番号           | リーグ           | リーグ戦         | リーグ戦         | リーグ杯         | リーグ杯         | オープン杯       | オープン杯       | 期間通算         | 期間通算         |
| 年度             | クラブ           | 背番号           | リーグ           | 出場             | 得点             | 出場             | 得点             | 出場             | 得点             | 出場             | 得点             |
| 日本             | 日本             | 日本             | 日本             | リーグ戦         | リーグ戦         | リーグ杯         | リーグ杯         | 天皇杯           | 天皇杯           | 期間通算         | 期間通算         |
| ---------------- | ---------------- | ---------------- | ---------------- | ---------------- | ---------------- | ---------------- | ---------------- | ---------------- | ---------------- | ---------------- | ---------------- |
| 2012             | 福岡大           | 20               | -                | -                | -                | -                | -                | 2                | 1                | 2                | 1                |
| 2013             | 町田             | 30               | JFL              | 15               | 4                | -                | -                | -                | -                | 15               | 4                |
| 2014             | 山口             | 9                | JFL              | 21               | 17               | -                | -                | -                | -                | 21               | 17               |
| 2015             | 山口             | 9                | J3               | 34               | 32               | -                | -                | 0                | 0                | 34               | 32               |
| 2016             | 山口             | 9                | J2               | 23               | 4                | -                | -                | 1                | 0                | 24               | 4                |
| 2017             | 山口             | 9                | J2               | 30               | 7                | -                | -                | 0                | 0                | 30               | 7                |
| 2018             | 山口             | 9                | J2               | 29               | 4                | -                | -                | 2                | 0                | 31               | 4                |
| 2019             | 山口             | 9                | J2               | 9                | 1                | -                | -                | 2                | 0                | 11               | 1                |
| 2020             | 岩手             | 9                | J3               | 21               | 3                | -                | -                | -                | -                | 21               | 3                |
| 2021             | 山口             | 9                | J2               | 6                | 0                | -                | -                | 1                | 0                | 7                | 0                |
| 2022             | 山口             | 9                | J2               | 23               | 3                | -                | -                | 0                | 0                | 23               | 3                |
| 2023             | 下関             | 9                | 中国             | 15               | 7                | -                | -                | 1                | 0                | 16               | 7                |
| 2024             | 下関             | 9                | 中国             | 13               | 3                | -                | -                | 2                | 0                | 15               | 3                |
| 2025             | 下関             | 9                | 中国             |                  |                  |                  |                  |                  |                  |                  |                  |
| 通算             | 日本             | 日本             | J2               | 120              | 19               | -                | -                | 6                | 0                | 126              | 19               |
| 通算             | 日本             | 日本             | J3               | 55               | 35               | -                | -                | 0                | 0                | 55               | 35               |
| 通算             | 日本             | 日本             | JFL              | 36               | 21               | -                | -                | -                | -                | 36               | 21               |
| 通算             | 日本             | 日本             | 中国             | 28               | 10               | -                | -                | 3                | 0                | 31               | 10               |
| 通算             | 日本             | 日本             | 他               | -                | -                | -                | -                | 2                | 1                | 2                | 1                |
| 総通算           | 総通算           | 総通算           | 総通算           | 239              | 85               | -                | -                | 11               | 1                | 250              | 86               |

- Jリーグ初出場・初得点 - 2015年3月15日 第1節 vsガイナーレ鳥取（維新百年記念公園陸上競技場）

## タイトル

### クラブ
大分トリニータU-18
- 大分県サッカー選手権大会：1回（2007年）

福岡大学
- 総理大臣杯全日本大学サッカートーナメント：1回（2009年）
- 九州大学サッカーリーグ：3回（2009年、2010年、2012年）
- 福岡県サッカー選手権大会：2回（2011年、2012年）

レノファ山口FC
- J3リーグ：1回（2015年）
- 山口県サッカー選手権大会：1回（2015年）

### 個人
- J3リーグ 得点王：1回（2015年）
- JFL 得点王：1回（2014年）
- JFL ベストイレブン：1回（2014年）

### 注記
1. ↑  2015年のJ3リーグは、参加チーム数の関係で毎節1チームは試合がない。山口は第21節が試合なし。
2. ↑  これ以前の記録はフリオ・サリナス（横浜M）が1997年J1・第2ステージ第11節から1998年J1・第1ステージ第1節にかけて達成した8試合連続。